# Brain Damage (Band)
Brain Damage ist eine Dub-Band aus Saint-Etienne, Frankreich, die 1999 von Martin Nathan und Raphael Talis gegründet wurde.

## Geschichte
Martin Nathan, der als einer der französischen Dub-Pioniere gefeiert wird, gründete 1999 Brain Damage in Saint-Étienne. Bis 2011 tourte er mit dem Bassisten Raphael Talis, danach produzierte und spielte er selbst Live-Maschinenshows. Er nahm auch an einer wöchentlichen Reggae- und Dub-Sendung teil, die von Radio Dio ausgestrahlt wurde. Die Extended Play Bipolar Disorder, die unter dem Label Bangarang erschien, wurde ein früher Erfolg.
Zu Beginn des neuen Jahrhunderts arbeitete Martin mit einigen britischen Szenemeistern zusammen (Zion Train, Alpha and Omega, The Disciples) und spielte in London im Conscious Sounds Studio zusammen mit MC Tena Stelin. Anschließend produzierte er zwei Alben mit dem Pariser Label Hammerbass. Im Jahr 2006 schloss er sich dem Lyoner Label Jarring Effects an und erforschte weiterhin Dub-Poesie, Spoken Word und Short Cuts.
Im Jahr 2011 brachte sein neues Projekt zusammen mit der High Tone Dub Band aus Lyon ein neues Album und eine Tour namens High Damage hervor. Dann machte er eine weitere Dub-Produktion mit originellen und druckvollen Stimmen: Brain Damage Dub Sessions „What You Gonna Do?“. Ein Jahr später, im Oktober 2013, veröffentlichte er Empire Soldiers, das zusammen mit dem britischen Künstler Steve Vibronics entstanden ist.
Im Jahr 2015 reiste er nach Kingston und nahm die Stimmen auf, die im Projekt Walk the Walk/Talk the Talk verwendet wurden. Jamaikanische Idole wie Horace Andy, Willi Williams, Winston Mc Anuff, Kiddus I oder Ras Michael wurden in diesen beiden Alben gefeiert.
Im Jahr 2017 reiste Martin Nathan in die USA, um mit Harrisson Stafford, dem Leiter von Groundation, zusammenzuarbeiten. Ein Jahr später ging er nach Kolumbien und produziert ein neues Album mit Stimmen in spanischer Sprache.
2021 erschien Brain Damage meets Big Youth-Beyond the Blue, eine Partnerschaft mit Big Youth.
Im Frühjahr 2023 erschien ein weiteres Dub-Album unter dem Namen Groundation meets Brain Damage-Dreaming From An Iron Gate. Diese Produktion war das Ergebnis einer zweiten großen Zusammenarbeit zwischen Brain Damage und Harrison Stafford, die Hebron Gate 20 Jahre später wieder aufgrief.

## Diskografie
Extended Play
- Bipolar Disorder (Bangarang) – 1999

Studioalben
- Always greener (on the other side) (Bangarang/Hammerbass) – 2002
- Ashes to ashes / Dub to dub (Bangarang/Hammerbass/Sounds Around) – 2004
- Spoken dub manifesto vol.1 (Bangarang/Jarring Effects) – 2006
- Short Cuts (Bangarang/Jarring Effects) – 2008
- Burning before Sunset (Jarring Effects/Discograph) – 2010
- Burning before sunset featuring Black Sifichi (Jarring Effects) –  2010
- High Damage by High Tone meets Brain Damage (Jarring Effects) – 2012
- What you gonna do? (Jarring Effects) – 2012
- Empire Soldiers by Brain Damage meets Vibronics (Jarring Effects) – 2013
- Walk The Walk (Jarring Effects) – 2015
- Talk The Talk (Jarring Effects) – 2016
- Liberation Times by Brain Damage meets Harrison Stafford  (Jarring Effects) – 2017
- Ya no mas ! (Jarring Effects) – 2018
- Beyond the Blue by Brain Damage meets Big Youth (Jarring Effects) – 2021
- Dreaming From an Iron Gate by Groundation meets Brain Damage (Baco Records) – 2023

Live-Alben
- Short Cuts Live (Jarring Effects/Discograph) – 2009
- Empire Soldiers Live (Jarring Effects / L’Autre Distribution) – 2015

Compilation-Alben und Remixe
- Combat Dub
- Combat Dub II
- Combat Dub III
- Combat Dub IV
- Digital Park Compilation
- Alpha and Omega Meets Bangarang
- Maxi vinyle de remixes de Lab°
- Roots of Dub Funk vol. 3
- Dub Solidarity
- Crooklyn Dub Outernational/Certified Dope Vol.4
- Alpha and Omega : Spirit of the Ancients
- Dub Excursion (Produced by Sounds Around Records)
- Dub in France
- Dub Addicts
- JFX 100
- Zion Train : Live as one remixed
- How do you sleep ?
- Burn Babylon Burn
- Dub Wiser Chapter II
- Wordsound 48 LP
- High Tone Dub Box
- Brain Damage meets Jazzmin Tutum
- Zenzile Electric Soul Remixes
- Tour de Force Battle Cry Remixed
- Vaticaen Box #2
- Remix of Vibronicsʼ Samsara
- Dub Alliance
- Skank Lab #5
- Tribute to Style Scott, Remix Clash
- Sparky Riots
- Remix on Vibronics' African Stone EP
- Remix of Zenzile So Far So Good